# Atiquizaya
Atiquizaya ist eine Gemeinde im Departement Ahuachapán in El Salvador.
Sie erstreckt sich über eine Fläche von 66,64 km² und hatte 2007 33.587 Einwohner.

## Gliederung
Sie ist in die folgenden Kantone unterteilt:
El Chayal, Salitrero, Tapacún, Tortuguero, El Iscaquilío, Joya del Plantanar, Joya del Zapote, La Esperanza, Loma de Alarcón, Pepenance, San Juan El Espino, Santa Rita, Rincón Grande y Zunca.

## Sport
Der lokale Fußballverein heißt C.D. Huracán und spielt derzeit in der dritten salvadorianischen Liga.